# 郑润会
鄭潤會（韓語：정윤회，1955年—），韓國人士，在韓國總統朴槿惠为国会議員时担任其秘書室長长达7年。住在首尔江南区。朴槿惠密友崔顺实的前夫，女儿郑维罗。

## 經歷
郑润会1955年出生于韩国江原道旌善郡，于1981年成为大韩航空的保安乘务员。1995年至1998年在首尔江南区清潭洞经营日本料理店『風雲』。1998年朴槿惠竞选议员时为“育英財团朴槿惠秘書室長”（名片上的头衔），以立法调查员的身份为其做事。在大邱達城郡补选前改为“国会議員朴槿惠秘書室長”，2002年正式成为秘書室長。2004年辞任秘書官。他与朴槿惠之弟朴志晚和前青瓦台秘书官李在万是朴槿惠最信任的人物，被称为朴槿惠政权的“影子实力者”。
2014年8月，日本《产经新闻》时任驻首尔分社长加藤达也在《沉船当日朴槿惠不知去向，究竟与谁见面？》的报道中，称朴槿惠在韩国“世越”号沉船事故发生当天与郑润会在一起，把两人描写成情侣关系。三个月后，韩国媒体又曝光了青瓦台公职纪纲秘书室的一份内部报告，称郑润会定期与三名青瓦台秘书等朴槿惠的十名亲信会面，干涉国政。
鄭潤會对朴槿惠的影响力来自他的前妻崔顺实。崔父崔太敏牧師（大韓救国宣教会名誉总裁）是朴槿惠之父朴正熙的密友。郑崔两人于2014年5月离婚。鄭潤會女儿郑维罗2014年9月以马术特技生被特招入梨花女子大学体育教育科，入学后的郑维罗行事高调，她在网上大肆炫耀价值几千万人民币的名贵赛马，并称买不起这些马的人“要怪就怪自己的父母”。2016年10月《韩国日报》报道了梨花女子大学为录取郑维罗不仅扩大特招生范围，还为让她能顺利毕业修改学分规定。郑维罗在大学二年级第一学期旷课遭到警告，其母崔顺实“登门拜访”梨花女子大学，此前负责管理郑维罗的教授随后换了人。此举引发了该校师生的抗议，从8月以来，学生们不断聚集在本校广场上集会，召开联名运动，要求校长“下课”。两个月后，10月19号梨花女子大学校长崔庆嬉宣布辞职，同时兼职学校行政任务的44名教授也一起提出了辞职书。10月24日晚，韩国JTBC电视台报道了崔顺实干政的新闻，引发韩国政坛的风暴，最终导致了朴槿惠的弹劾案。